# ГАЕС Матаногава
ГАЕС Матаногава (俣野川発電所) – гідроакумулювальна електростанція в Японії на острові Хонсю. 
Нижній резервуар створили на річці Матано, правій притоці Хіно, яка впадає до Японського моря у місті Йонаґо. Для цього спорудили бетонну гравітаційну греблю висотою 69 метрів та довжиною 185 метрів, яка потребувала 165 тис м3 матеріалу. Вона утримує водосховище з площею поверхні 0,41 км2 та об’ємом 7,9 млн м3 (корисний об’єм 6,7 млн м3), в якому припустиме коливання рівня між позначками 218 та 246 метрів НРМ. 
Верхній резервуар створили на протилежній стороні вододільного хребта, на річці Doyo, лівій притоці Shinjo, котра в свою чергу є правою притокою Асахі (впадає до Внутрішнього Японського моря у місті Окаяма). Тут звели кам’яно-накидну греблю висотою 87 метрів та довжиною 480 метрів, яка потребувала 2,65 млн м3 матеріалу. Вона утримує водосховище з площею поверхні 0,3 км2 та об’ємом 7,7 млн м3 (корисний об’єм 6,7 млн м3). 
Від верхнього резервуару до машинного залу прямує тунель довжиною 3,4 км з діаметром 7,8 метра, який переходить у напірний водовід, котрий у підсумку розгалужується на 4. Водовід має довжину понад 1 км та починається з діаметру 5 метрів, тоді як діаметри завершуючих частин складають 2,2 метра. З’єднання із нижнім резервуаром забезпечується через тунель довжиною 1,1 км з діаметром 5,8 метра. В системі також працює вирівнювальний резервуар висотою 142 метра з діаметром 20 метрів.
Основне обладнання станції становлять чотири оборотні турбіни типу Френсіс загальною потужністю 1236 МВт (номінальна потужність станції рахується як 1200 МВт), які використовують напір у 489 метрів.